# Set primeres cançons
Les set primeres cançons (Sieben frühe Lieder) (c. 1905 – 1908), són les primeres composicions d'Alban Berg, escrites mentre estava sota la tutela d'Arnold Schönberg. Són una síntesi interessant que combina l'herència de Berg de la composició de cançons anteriors a Schönberg amb el rigor i la influència innegable de Schönberg. L'escriptura porta molt amb si l'herència de Richard Strauss (tot i que es poden discernir les influències d'altres compositors: Robert Schumann, Gustav Mahler i Hugo Wolf, per exemple, així com la paleta harmònica de Claude Debussy que es mostra a "Nacht"), a través de l'expansivitat del gest i l'"obertura de noves perspectives", i la de Richard Wagner. Les cançons van ser escrites primer per a una veu mitjana i piano; el mateix compositor els va revisar el 1928 per a veu alta i orquestra.

## Estructura
Les set cançons són: 
1. Nacht (Nit) – text de Carl Hauptmann
2. Schilflied (Cançó entre les canyes) – Nikolaus Lenau
3. Die Nachtigall (El rossinyol) - Theodor Storm
4. Traumgekrönt (Coronat en somni) – Rainer Maria Rilke
5. Im Zimmer (interior) – Johannes Schlaf
6. Liebesode (Oda a l'amor) - Otto Erich Hartleben
7. Sommertage (Dies d'estiu) – Paul Hohenberg

## Instrumentació
La versió orquestral està gravada per a veu alta (soprano) i:
- 2 flautes (2n doblant piccolo), 2 oboès (2n doblant trompa anglesa), 2 clarinets en si bemoll, clarinet baix en la, 2 fagots, contrafagot;
- 4 trompes en Fa, trompeta en Fa, 2 trombons tenors;
- timbals, percussió (bombo, bombo lateral, plats, triangle, tam-tam), arpa, celesta;
- cordes: violins I i II, violes, violoncels, contrabaix.